# Семья года
Семья года — российская комедия режиссёра Айнура Аскарова по сценарию Айдара Акманова. Премьера фильма состоялась 23 сентября 2021 года. Рабочее название фильма «Из Уфы с любовью −2». Фильм собрал в прокате более двух миллионов рублей.

## Сюжет
Многодетная колоритная семья из башкирской глубинки едет в столицу для участия в конкурсе «Семья года», чтобы на выигранные деньги поправить своё положение. Фильм представляет собой комедию положений с элементами «роудмуви». В фильме содержится множество отсылок к популярному американскому фильму Маленькая мисс Счастье

## В ролях
| Актёр             | Роль                           |
| ----------------- | ------------------------------ |
| Алмас Амиров      | Алмаз, отец семейства          |
| Ирина Бусыгина    | Лиза                           |
| Фардуна Касимова  | Бабушка                        |
| Габриэль Адесокан | Булат, видеоблогер             |
| Валерия Протасова | Салима                         |
| Кирилл Сысоев     | Тимур                          |
| Назар Мурашев     | Макар                          |
| Рустем Гайсин     | Тагир                          |
| Полина Шабаева    | Главный администратор конкурса |

## Съёмочная группа
- Режиссёр: Айнур Аскаров
- Продюсеры: Айнур Аскаров
- Сценарий: Айдар Акманов
- Композитор: Камиль Абдуллин
- Оператор: Вячеслав Ложковой
- Художник: Айгуль Байрамгулова
- Монтажер: Александр Снадин, Александра Пивоварова